# Tòa thẩm giáo

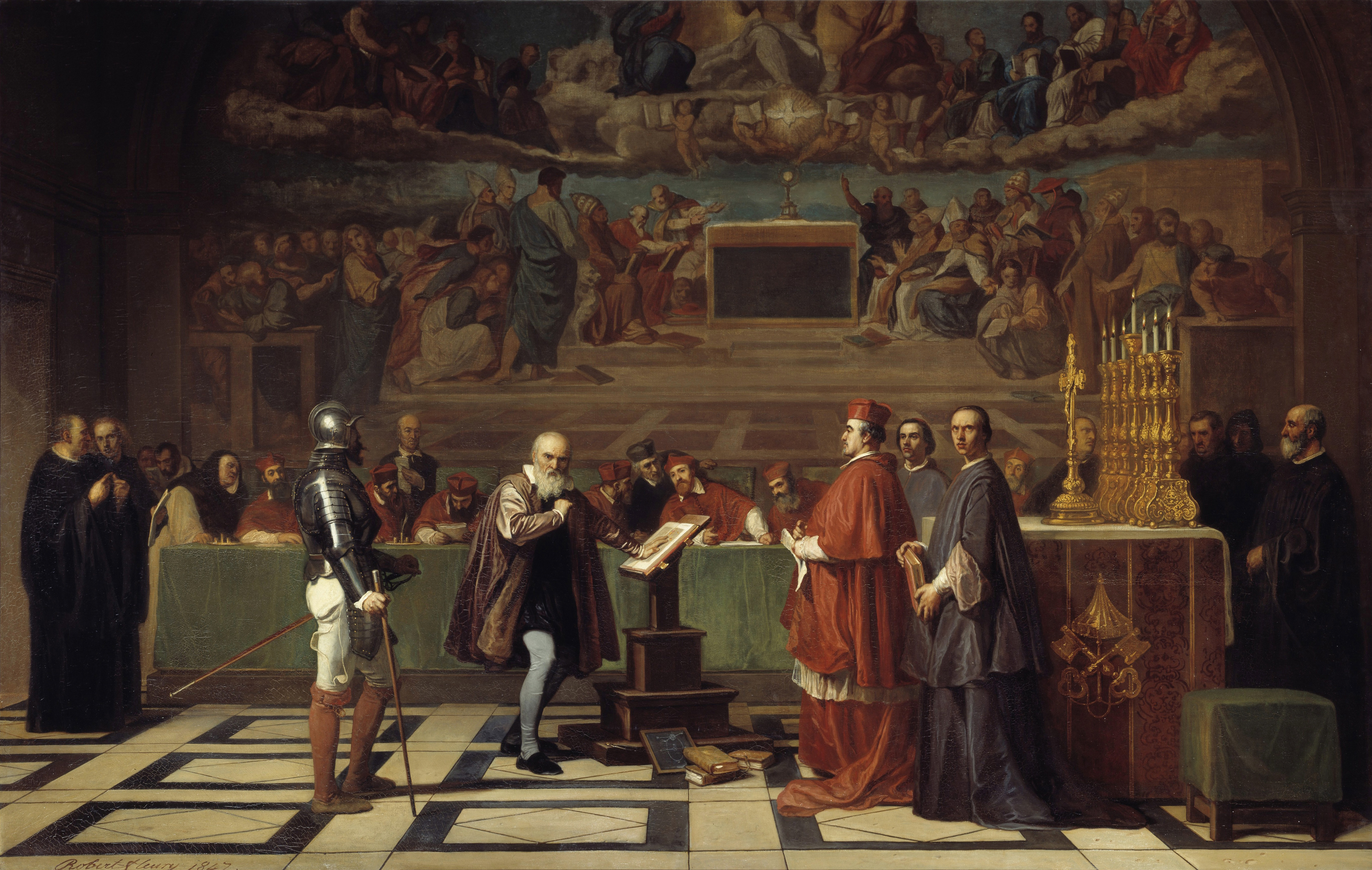
Galileo trước Thánh bộ, tranh thế kỷ 19 của Joseph-Nicolas Robert-Fleury

Tòa thẩm giáo (Latinh: Inquisitio) là hệ thống các tòa án mà các thẩm phán của Giáo hội Công giáo có thể khởi tố, điều tra và xét xử trong phạm vi tài phán của mình. Nó trở thành tên gọi cho các Tòa thẩm giáo Trung cổ và các Tòa thẩm giáo thời Cải cách Kháng nghị. Bạo lực, tra tấn, hoặc đe dọa sử dụng chúng được áp dụng trong một số trường hợp nhất định để ép người dị giáo nhận tội. Các nghiên cứu hồ sơ cho thấy đại đa phần các bản án bao yêu cầu các thực hành thống hối, nhưng những phán quyết về tội dị giáo không hối cải thì được chuyển giao cho các tòa án thế tục để áp dụng luật pháp địa phương, điều này thường dẫn đến tử hình hoặc tù chung thân.
Thẩm giáo khởi đầu ở Pháp để nhắm tới các dị giáo, từ thế kỷ 12 đến giữa thế kỷ 15. Từ thập niên 1250 về sau thì các thẩm giáo thường là thành viên của Dòng Đa Minh thay thế cho giáo sĩ địa phương.
Trong khoảng từ hậu kỳ Trung cổ đến đầu thời Phục hưng, Tòa thẩm giáo mở rộng đến những nước châu Âu khác vừa đáp lại cuộc Cải chính Tin Lành vừa hưởng ứng cuộc Phục hưng Công giáo. Ở Tây Ban Nha và Bồ Đào Nha nảy ra các toà thẩm giáo chuyên bức bách những người Do Thái bị ép bỏ đi đạo Do Thái cùng những tín đồ Công giáo từng theo Hồi giáo, nghi ngờ đã ngầm trở về đạo trước đây. Hai nhóm đều đông người ở Bán đảo Iberia hơn những vùng miền khác của châu Âu.
Bấy giờ Tây Ban Nha và Bồ Đào Nha không chỉ thẩm giáo ở châu Âu mà còn trên khắp các thuộc địa ở châu Phi, châu Á, và châu Mỹ, tạo thành các toà ở Ấn Độ thuộc Bồ, Peru, và Mê-hi-cô.
Đầu thế kỷ 19 Tòa thẩm giáo bị bỏ đi ở châu Âu sau Chiến tranh Napoléon và ở châu Mỹ sau các cuộc chiến tranh độc lập chống Tây Ban Nha, nhưng tiếp tục tồn tại trong Giáo triều La Mã của Lãnh địa Giáo hoàng. Năm 1908 lấy tên Thánh bộ, năm 1965 trở thành Bộ Giáo lý Đức tin.

## Mục đích

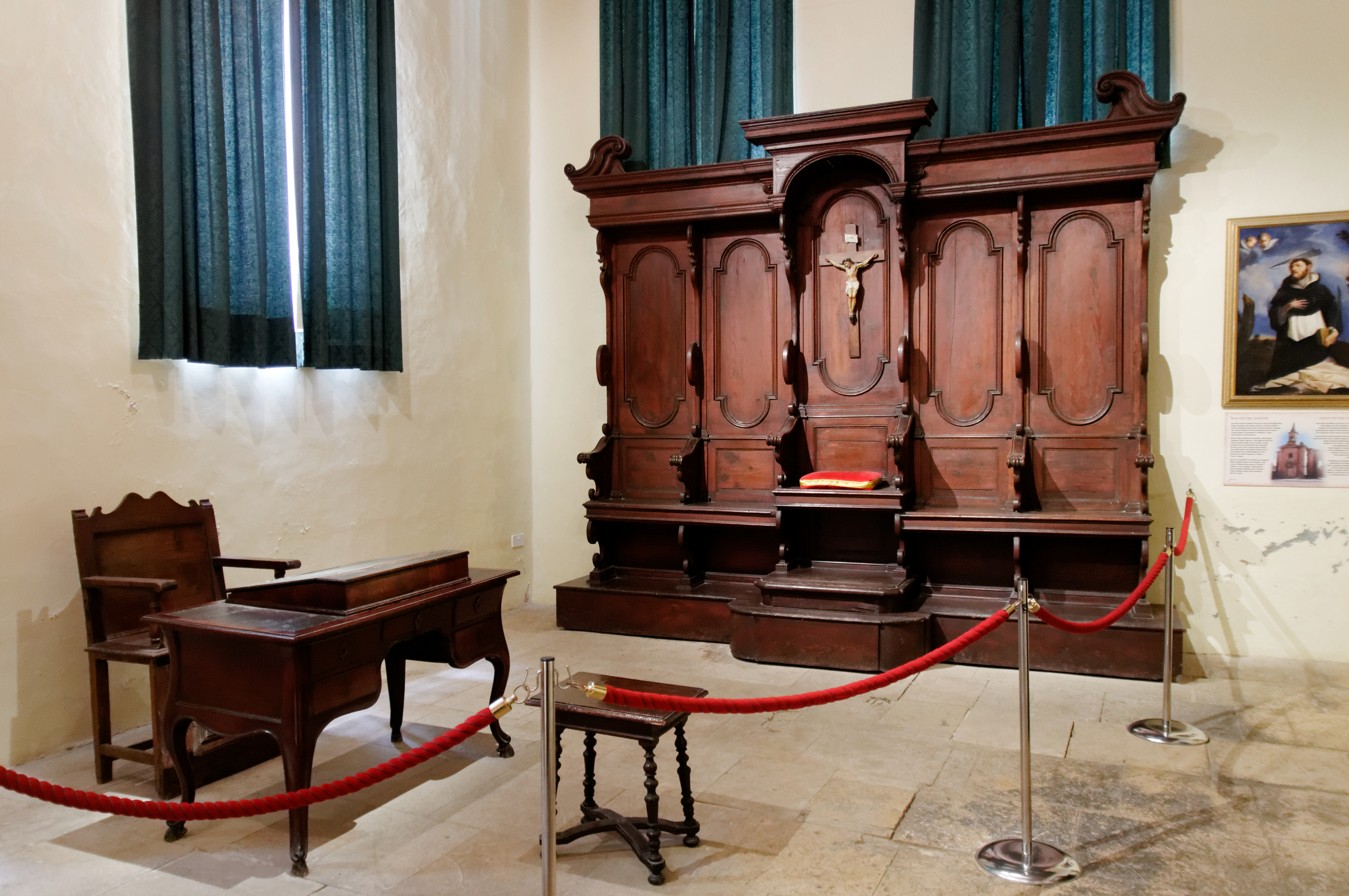
Toà trong Cung thẩm giáo ở Birgu, Malta

Toà thẩm giáo thông thường chỉ tố giác "tà thuyết" của những tín đồ Công giáo và không có quyền xét xử người Moor và người Do Thái.
Phần lớn các bản án phạt sám hối như đeo thánh giá may trên áo, đi hành hương và v.v. Nếu bị khép tội tà giáo chẳng hối lỗi thì pháp luật yêu cầu toà thẩm giáo giao phạm nhân cho toà án nhà nước xử phạt. Tuy hình phạt tuỳ theo luật lệ địa phương, song bản án của những tội phản giáo bao gồm thiêu sống và thường thì bị đày đi xa hoặc bỏ tù chung thân. Sau vài năm, tù nhân thường được giảm án. Vì thế nên các thẩm giáo tuy không tự mình phán quyết nhưng vẫn biết số phận của bất cứ bị kết án ở toà.
Trong quyển Sổ tay thẩm giáo có viết mục đích của hình phạt: ... hình phạt chính nó không chủ yếu để cải tạo người bị phạt, nhưng để phục vụ lợi ích chung bằng cách làm những người khác kinh sợ mà buông những tà ác mà họ sẽ gây nên.

### Áp chế phù thủy

Biểu tượng của Toà thẩm giáo Tây Ban Nha (1571)

### Tòa thẩm giáo Tây Ban Nha

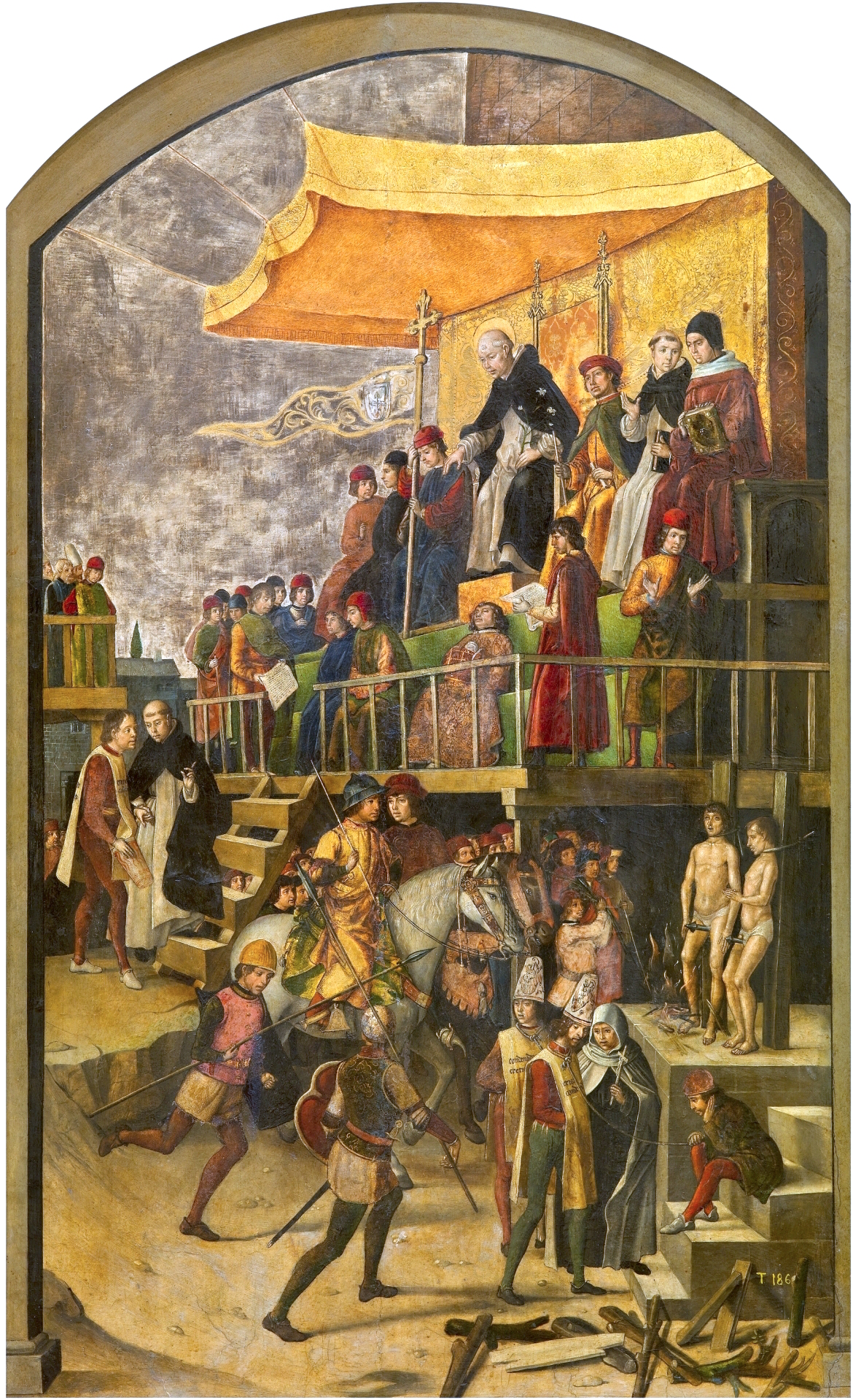
Pedro Berruguete, Thánh Dominic Guzmán chủ trì lễ hành đạo (c. 1495). Nhiều tranh mô tả sai sự thật sự tra tấn và hỏa thiêu trong lễ hành đạo.

### Tòa thẩm giáo Bồ Đào Nha

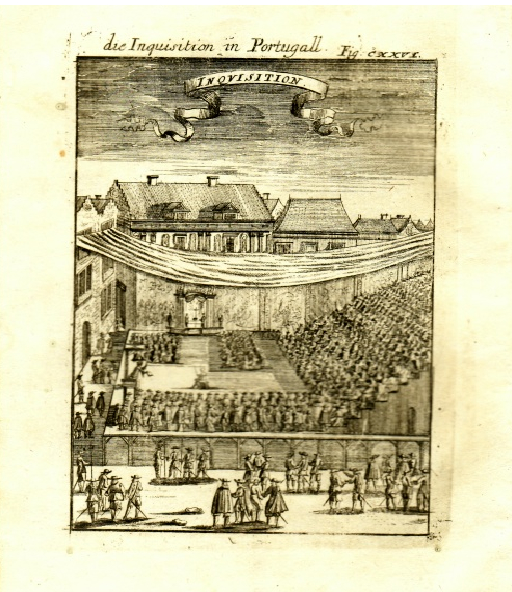
Một bản khắc bằng đồng từ năm 1685: "Toà thẩm giáo ở Bồ Đào Nha"